# Kovanluk (Kraljevo)
Kovanluk (em cirílico: Кованлук) é uma vila da Sérvia localizada no município de Kraljevo, pertencente ao distrito de Ráscia, na região de Zapadno Pomoravlje. A sua população era de 2254 habitantes segundo o censo de 2011.

## Demografia
| 1948 | 1953 | 1961 | 1971 | 1981 | 1991 | 2002 | 2011 |
| ---- | ---- | ---- | ---- | ---- | ---- | ---- | ---- |
| 221  | 257  | 460  | 1142 | 1589 | 1972 | 2133 | 2254 |